# Resolución 1565 del Consejo de Seguridad de las Naciones Unidas
La resolución 1565 del Consejo de Seguridad de las Naciones Unidas, adoptada por unanimidad el 1 de octubre de 2004 tras recordar todas las resoluciones anteriores sobre la situación en la República Democrática del Congo, prorrogó el mandato de la Misión de las Naciones Unidas en la República Democrática del Congo (MONUC) hasta el 31 de marzo de 2005 y autorizó un despliegue adicional de 5.900 soldados y policías. Reafirmó el compromiso de respetar la “ soberanía, la integridad territorial y la independencia política [ sic ]” del Congo y de los Estados de la región.
El aumento del tamaño de la MONUC fue ordenado a raíz del pedido del Secretario General Kofi Annan de tropas adicionales, aunque los 5.900 efectivos adicionales fueron inferiores a los que había recomendado. La adopción de la Resolución 1565 marcó el inicio de una de las reconfiguraciones más grandes y rápidas de una misión de mantenimiento de la paz de las Naciones Unidas jamás intentada.

## Resolución
El preámbulo de la resolución reflejó la preocupación del Consejo por las hostilidades en curso en el este de la República Democrática del Congo y las violaciones generalizadas de los derechos humanos y del derecho internacional humanitario. Reafirmó que todas las partes implicadas en el conflicto eran responsables de la seguridad de los civiles en la región.
Actuando en virtud del Capítulo VII de la Carta de las Naciones Unidas, el Consejo amplió el mandato de la MONUC y autorizó un aumento de 5.900 efectivos, con despliegues en Kivu del Norte y Kivu del Sur. El mandato recientemente ampliado de la MONUC debía incluir: 
a) supervisar y mantener una presencia en zonas clave;
b) proteger a los civiles, a los trabajadores humanitarios y a las instalaciones de las Naciones Unidas;
c) establecer vínculos con la Operación de las Naciones Unidas en Burundi (ONUB) y los Gobiernos burundiano y congoleño;
d) supervisar las medidas impuestas en la Resolución 1493 (2003);
(e) incautar y disponer de armas y materiales en el país que violen la Resolución 1493;
f) observar los movimientos de grupos armados y fuerzas militares extranjeras;
(g) proteger a las instituciones gubernamentales, a sus funcionarios y mantener el orden;
h) prestar asistencia en materia de seguridad y el retorno voluntario de los refugiados ;
(i) contribuir a la desmovilización, el desarme y la repatriación de los combatientes;
(j) coadyuvar en el proceso electoral y en la defensa de los derechos humanos.
También se pidió a la MONUC que apoyara al gobierno de transición y a tres comisiones conjuntas sobre la reforma del sector de la seguridad, la legislación y el proceso electoral. Además, se autorizó a la MONUC a utilizar “todos los medios necesarios” para hacer cumplir su mandato. Mientras tanto, se pidió a los gobiernos de Burundi, la República Democrática del Congo, Ruanda y Uganda que no permitan que su territorio sea utilizado para infringir la soberanía de otro. El Consejo instó a la plena cooperación intergubernamental y condenó todas las violaciones de los derechos humanos. Reafirmó una vez más el vínculo entre la explotación ilegal de los recursos naturales y los conflictos armados, y acogió con satisfacción la convocatoria de una conferencia internacional sobre la paz y la seguridad en la región de los Grandes Lagos de África .
Por último, el Consejo de Seguridad expresó su preocupación por las denuncias de abusos sexuales y mala conducta del personal de la MONUC y pidió al Secretario General que investigara esos informes y adoptara las medidas apropiadas.